# 469219 Kamoʻoalewa
469219 Kamoʻoalewa, eller 2016 HO3, är en Apollo-asteroid som kretsar i en oregelbunden bana runt jorden och solen. Den är en ”kvasimåne” som är i tillfälligt omlopp runt jorden och utgör därmed under tiden en slags ”extra måne” till jorden. Den upptäcktes 27 april 2016 av asteroideteleskopet Pan-STARRS 1 som står på berget Haleakalā på ön Maui i Hawaii, USA, och forskarna uppskattar att storleken är cirka 40x30 meter. Dess bana gör att den är minst 38 och högst 100 gånger längre bort från jorden än månen.
Asteroiden föreslogs 2017 som mål för det privata svenska rymdprojektet Beyond Atlas.
Den kinesiska rymdsonden Tianwen 2 kommer besöka asteroiden och ta ett markprov och återföra det till jorden.

## Galleri

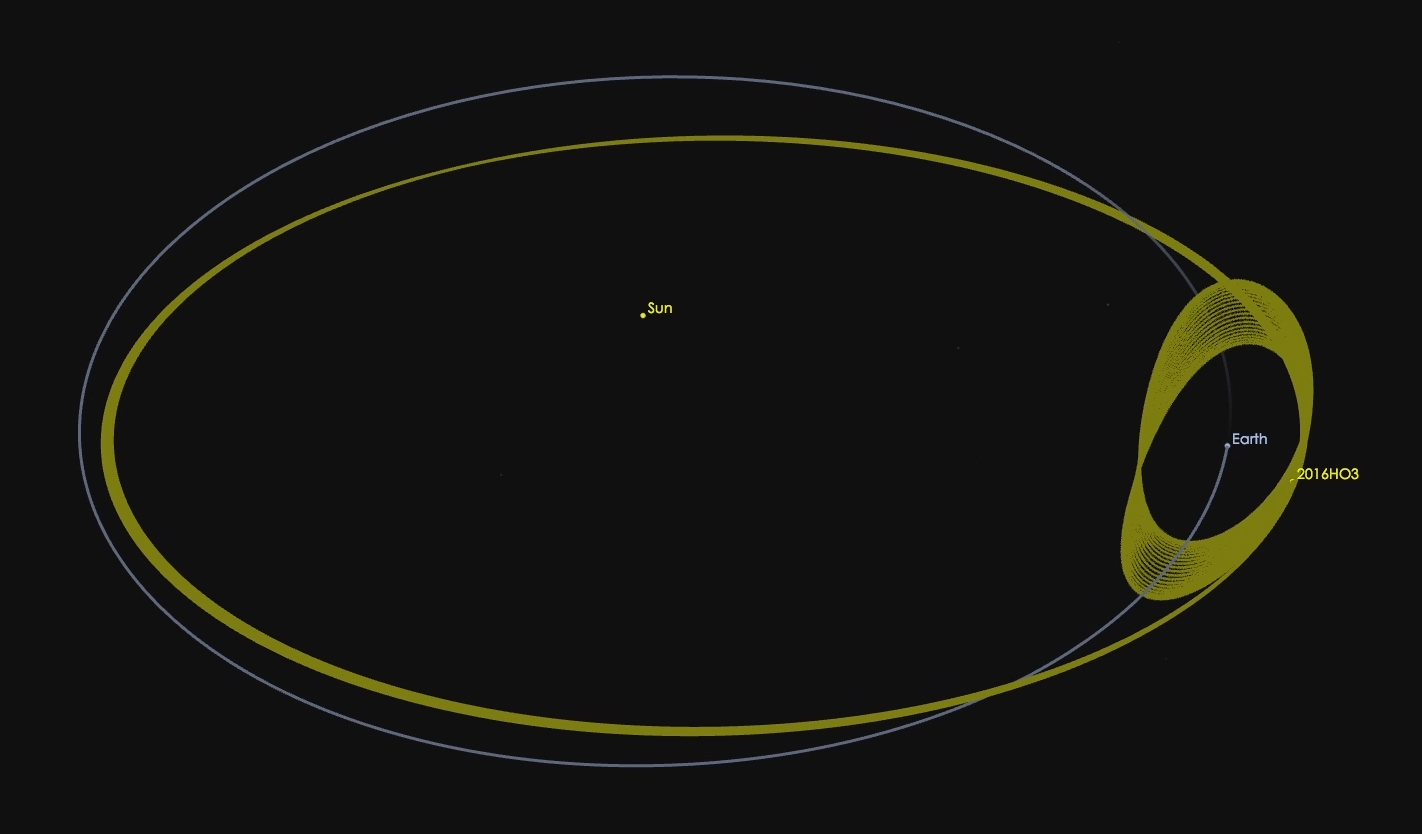
Asteroiden 469219 Kamoʻoalewa är en tillfällig följeslagare till jorden.
- Asteroiden 469219 Kamoʻoalewa kretsar runt solen och jorden. (animation)